# Susanne Kasperczyk
Susanne Kasperczyk (* 1. August 1985 in Eschweiler) ist eine ehemalige deutsche Fußballspielerin und -trainerin.

## Spielerkarriere

### Vereine
Kasperczyk begann ihre Karriere 1992 bei Viktoria Alsdorf und wechselte später zum FC Teutonia Weiden. Ab der Saison 2003/2004 spielte sie als Abwehrspielerin beim FFC Brauweiler Pulheim, für den sie am 16. November 2003 im Spiel gegen den FSV Frankfurt ihr Debüt in der Bundesliga gab. Am 31. Mai 2004 erzielte sie bei der 5:6-Niederlage gegen den FFC Heike Rheine ihren ersten Bundesligatreffer. Nach der Saison 2006/07 wechselte sie zur SG Essen-Schönebeck, 2009 spielte sie für eine Saison beim 1. FC Köln, verließ diesen jedoch zur Saison 2010/11 wieder und unterschrieb bei Bayer 04 Leverkusen. Im August 2013 wurde ihr Vertrag in Leverkusen in beidseitigen Einvernehmen aufgelöst und Kasperczyk schloss sich dem Regionalligisten Alemannia Aachen an. Nach dem Aufstieg in die 2. Bundesliga Süd in der Saison 2013/14, schaffte Kasperczyk mit ihrer Mannschaft in der folgenden Saison den Klassenerhalt. Nach der Saison 2014/15 beendete sie ihre aktive Karriere.

### Nationalmannschaft
Kasperczyk bestritt für die deutsche U17-Auswahl von 2001 bis 2002 zehn Länderspiele, wobei sie ein Tor erzielen konnte. 2002 wurde sie U19-Europameister und belegte im Turnier um die U19-Weltmeisterschaft im selben Jahr den dritten Platz. Zwei Jahre später erreichte sie mit der U19-Nationalmannschaft das Finale um die Europameisterschaft, verlor mit ihrer Mannschaft jedoch der U19-Nationalmannschaft Spaniens mit 1:2.

## Trainerkarriere
Vom 1. Juli 2018 bis zum 9. Januar 2023 war sie Trainerin der ersten Frauenmannschaft des TuS 08 Jüngersdorf-Stütgerloch in der Frauen-Mittelrheinliga. 

## Erfolge
Nationalmannschaft
- Dritter U19-Weltmeisterschaft 2002
- U19-Europameister 2002
- Finalist U19-Europameisterschaft 2004
- Vierter U21-Nordic Cup 2005

Vereine
- Meister Regionalliga West 2014 und Aufstieg in die 2. Bundesliga Süd (samt Klassenerhalt)
- Mittelrhein-Pokalsieger 2014